# Вила са перистилом (Медијана)
Вила са перистилом, царска вила или вила са перистилом и малим триклинијумом је најзначајнији археолошки објекат репрезентативног, административно и аудијенцијалног карактера у Археолошком парку Медијана код Ниша. Саграђена је у античком периоду у стилу субурбана, или као кућа за одмор и уживање на периферији града и чинила је један посебан, оградним зидом издвојен комплекс у коме се налазило више (археолошки потврђених) грађевина. Вила са перистилом, као и само насеље (Медијана) настало је на самом крају 3. или почетком 4. века.
Богатство, раскош, као и пажљиво изабрани орнаменати у фрескосликарству, мозаицима и скулптурама, недвосмислено указују да је вила грађена у првим годинама присуства Константина Великог на Балкану, да би потом служила њему и његовим наследницима као објекат резиденцијално-административног карактера. Уједно, налази култура паганских божанстава који се могуће хронолошки преклапају са временом настанка ранохришћанских цркава на Медијани, указују и на могућност краткотрајног паралелног егзистирања паганства и хришћанства у смаој вили ињеном окружењу, што представља неретку појаву на касноантичким локалитетима широм Римског царства.

## Статус и категорија заштите
Због свог историјског и археолошког значаја локалитет на коме се налази Вила са перистилом је проглашен, 19. децембра 1981. године, за „Културно добро од изузетног значаја“ и под бројем АН 22 уведено је у централни регистар споменика културе у Републици Србији. Као основ за упис у регистар послужило је решење Завода за заштитуту и научно проучавање споменика културе НРС бр.220/49 од 9. фебруара 1949. године.
Надлежни завод који води локални регистар и бригу о овом археолошком локалитету је: Завод за заштиту споменика културе Ниш.

## Положај и размештај
Археолошки локалитет вила са перистилом налази се у склопу археолошког парка Медијана, у нишкој градској општини Медијана, (као једном од најзанчајнијих градски насеља Наиса), у југоисточном делу Нишке котлине, изван густо насељеног и урбанизованог градског језгра, источно од центра Наиса на око три римске миље. Она је својевремено имала највећу површину мећу насељима у околини Наиса, са великим бројем грађевина, које је одвајао широки међупростор, башта и пољопривредног имања.
Вила са перистилом представљала је на античкој Медијани главну административно-стамбену зграду, која је богато декорисана скулптурама, фрескама и геометријским и фигуралним мозаицима.заузима средишњи положај на овом локалитету. Комплекс виле са перистилом, термама и два стибадијума издвојен је од осталог дела насеља оградним зидом, и на укупној површини од 4,7 хектара (155,00 x 305 m), формира:
- велико обимно двориште на северу величине 155 x 215 m,
- два мања бочна дворишта на југу величине 30 x 90 m.

На граници дворишта налази се монументална капија, сачувана у темељној зони (29 x 2,20 m). Субструкција прилазног пута налази се јужно и северно од античке капије у укупној дужини од око 80 m и она води до правоугаоне просторије (вестибила), на прилазном јужном делу виле, на удаљености од 2 m од улаза у саму вилу, унутрашњих димензија 8,20 x 8,20 m.

## Историја
Војни походи, духовна превирања, културне промене и институција стварања великих газдинстава, типа урбаних вила и палацијалних комплекса ван градског језгра од стране царева и богатих грађана у античком Риму, отворила је и пут у изградњи сличних газдинстава и вила, са вртним окружењем, не само у Риму, већ и дуж читавог Римског царства. Везаност за место рођења и поседе земље, као и осећај припадности пореклу са села, и неодољива страст према показивању стеченог богатства, и његовом увећавању, био је прави изазов у стварању нове уметности – уметности изградње велелепних вила са богато уређеним вртовима, у којој су се несебично такмичили римски цареви али и њихови имућни грађани.
Истом утицају подлегао је и извесни Реметалк (лат. Roimetalkes), са титулом (грч. ‛ο διασημότατος), коју су обично носили припадници витешког ранга, и која се у неким другим античким градовима среће уз имена гувернера провинције (Пауталија, Томис), блиски пријатељ Константина Великог, који је у царевом, родном Наису у с краја 3. или почетка 4. века, започео градњу велелепног комплекса, царског домена на простору Медијане.
Након целокупног истраживања Медијане која се простире на око 40 хектара спроведеног од 2010. до 2012. године, постало је могуће прецизније анализирати и одредити хронолошке фазе изградње централне зграде — виле с перистилом и њеног непосредног окружења, које су пратиле велика грађевинска активност у последњој деценији владавине Константина Великог. Све промене на царском домену Медијана, настале у том периоду указује на то да је трансформација централног дела стамбеног комплекса, имала заправо за циљ да истакне концепт Контантинове царске идеологија и пропаганде.
Пре велике реорганизације и реконструкције Medijane започете око 330. године у средишту царског домена, на месту где се данас налази монументална грађевина, била је зграда једноставне издужене форме, са великим двориштем у средини, највероватније сала за аудијенцију са бројним административним просторијама. То указују не на царску палату већ на администаративну зграду, преторијум која је представљале део већег комплекса, у чијем се саставу су се налазиле и војне бараке, складишта и радионице. Градња ове зграде се датира у време двовлашћа Константина Великог и Лицинија.
По завршеној реконструкцији настала је вила са перистилом, која је у потпуности променила изглед првобитне грађевине, али и значење централног простора на Медијани — на његов јавни, адмнистартивни и приватни карактер. На јужном делу извршена је велика преправка и проширење трема и улазног дела:
- Дограђен је полукружни простор са полукалотом подухваћеном масивним пилонима,
- Са спољње стране трема изграђена је мања квадратна просторија (вестибул).
- На северозападном и североисточном делу призидана су два репрезентативна триклинијума.
- Преобликован је и повећан и трем ка термама
- Употребљен је мермер високог квалитетаза израду стабла стубова, капитела и база, обложних и подних плоча.
- Примењени су нови конструкционих система типа свода, калота и полукалота.
- Подови тремова појединих просторија и калоте триклинијума декорисани су мозаицима
- Осликани су зидова и таванице и постављене скулптуре

Приватни карактер резиденције био је наглашен градњом два триклинијума, и њиховим повезивањем са постојећим термама, док су просторије у бочним крилима и даље задржале скромнији изглед и уређење и користиле су се за административне послове царске канцеларије.
Концепт Вила са перистилом и триклинијумом овако уређено 330-тих задржа као и цело насеље Медијана наставило је да нормално живи и после Константинове смрти 337. године, све док није страдала у великом пожару, након готских упада 378. године. Живот на Медијани и у његоовој Вили са перистилом је обновљен после 386. али не у оном сјају који је пре тога имала, јер насеље више није имало царски значај.
После смрти Јустинијана I, услед економских тешкоћа и недостатака војске, регион није био способан да се одбрани од словенских и аварских напада који су уследили. То потврђују бројне преправке и дозиђивања, на до данас откривеним објектима у Наису и околини, које у суштини нису битно мењале првобитне архитектонске основе грађевина у Наису и на Медијани.
Делимичну обнову Вила са перистилом доживеће још једном током владавине византијског императора Јустинијана (527–565), након чега су у току друге половиине 6. века Словени из Паноније, Анти и Авари све чешће нападали области Дарданије, и њене утврђене градове, при чему су више пута разорили град Наис и Медијану.
Почетком 7. века, услед сталних борби са Персијанцима и немогућности да бране Балканске територије, Византинци напуштају Наис и Медијану и препуштају их разарању варвара. Услед економских тешкоћа и недостатака војске, регион Наиса није био способан да се сам одбрани од словенских и аварских напада, који су уследили. Подунавље је тад опустело, а током друге деценије 7. века, у време владавине цара Ираклија, све територије на простору данашње Србије коначно су освојили Авари и Словени.
Са владавином цара Ираклија престаје антички период Наиса и Медијане у њему. Почетком 8. века, након коначног продора Словена и Авара, у царском граду и летњиковцу Медијана, постепено замире свака стваралачка активност, и живот. У овом периоду, под утицајем појачаниог притиска варвара становништво Медијане и Наиса је приморао да се повлачи према југу Балканског полуострва, док су се неки нови становници запосели Наис и његова насеља, и ту остали током више векова, све до појаве првих трагова словенске културе.

## Изглед
Вила са перистилом која је саграђена у смеру север-југ, својом уздужном осом дугачка је 98,6 m, и ширака 63 m. Заузимала је централни положај у овом античком насељу површине од око 40 хектара, окружена лепо уређеним двориштем са парковима и шумом.
У основи, Вила је површине 6.800 m² (од чега је под мозаицима било 945 м² или седми део површине). Централни део виле је перистил – двориште са тремом и низом просторија приближних димензија. Ходником површине 100 m², вила је повезана са термама на западној и једним мањим нимфејом на источној страни.
Истраживањима у првој половини 20. века у осовини перистила, на северној страни откривен је триклинијум (лат. triclinium), велика сала са полукружним апсидалним завршетком и пиластрима на спољњој страни. У овај простор се улази преко подијума, издигнутог за три степенишне висине. Просторија је у хладним данима загревана хипокаустом, а можда и зидним грејањем.
Средишњи део простора је хексагоналног облика са фонтаном, три бочна простора (два правоугаона и један у облику конхе) и поплочаним улазом. Мозаички под је покривао површину од око 55 м². У циљу заштите мозаика од атмосферских утицаја, над триклинијумом је 1936. године подигнута зграда Музеја Медијана (види слику). Триклинијум са фонтаном, својом оријентацијом одступа од осталог дела виле и највероватније је припадао некој старијој грађевини.
Вила је била богато украшена мозаицима и лепим фрескама, украсним стубовима и непосредно повезана са системом за водоснабдевања (из акведукта и водоторња). О раскошној декорцији виле сведоче стубови, базе и капители од мермера, различитих размера, рељефи на капителима пиластара и парапетним плочама, остаци зидне облоге од разнобојног, скупоценог мермера, фреске и друго.
У вили су доста добро сачувани подови у мозаику који су прекривали читав трем перистила (око 450 m²) и салу за аудијенције. Мозаици у трему су геометријски, а Фигурални мозаици који су облагали улаз у салу за аудијенције. Средишњи део сале прекривен је широким четвороугаоним пољем са геометријским шарама живих боја. Седмина површине виле са перистилом и два стибадијума покривена је мозаиком са геометријским мотивима октогона, ромбова и квадрата, у које су уметнути вегетабилни мотиви и мотиви „пропелера“. Слични мотиви уочавају се и на мозаику у ходнику који води до терми и у појединим деловима терми. Из ове декоративне групе посебно се издвајају два мозаика са фигуралним представама. На улазу у салу за пријеме (aula) налази се мозаик са представом „Леде и лабуда“ (фрагментарно очувани) и у углу речно божанство (Fluvius), а унутар сале, мозаик са представом главе Медузе.
Мозаици су красили перистил и репрезентативну велику просторију са апсидом у северозападном делу виле. Били су организовани у тепихе са различитим геометријским мотивима, међу којима доминирају октогони, ромбови и квадрати, у које су уметнути вегетабилни мотиви или мотив „пропелера“.
На улазу у просторију са апсидом налази се емблема са фигуралном сценом, митолошког карактера, са представом полулежећег речног божанства (лат. fluvius), барске птице и ногу главног носиоца митолошке радње, која је у свом главном делу, оштећена.

## Археолошка истраживања
Прве (почетне) истраживачке радове на Медијани започео је пре 150 године Феликс Каниц. Он је Ниш први пут посетио 1859. године и осим неколико римских споменика испред Хункјар-џамије на другим местима није било античких остатака. У Србији је поново боравио 1860. и 1861. године да би Ниш по други пут посетио 1864. године. Том приликом отпочео је истраживање Тврђаве, Јагодин-мале и ископавања на Медијани. Током истраживања у Брзом Броду Каниц је открио темеље римског кастела. На пола пута између откривеног утврђења и пута Каниц је пронашао остатке монументалне грађевине осмоугаоног облика чији је под био прекривен мозаиком. О открићу на Медијани, овај неуморни трагач за балканским старинама поред осталог наводи: 
| „ | На четвртом километру од Ниша оставио сам Цариградски друм и скренуо ка гробљу Брзог Брода. Комади античких цигала и црепова у оближњим њивама водили су ме ка узвишици на којој су се налазили остаци римског кастела чији је материјал односио Мидхад-паша за градњу нишке велике касарне. На пола пута између ове тврђаве и пута, прегледавајући пажљиво терен, наишао сам на остатке једног монументалног античког здања, првог и јединог који сам до данас нашао на територији Наисуса. | ” |

Каниц је забележио да је ова грађевина могла бити део царске виле која је на том месту вероватно саграђена због „лепоте предела и два лековита врела у близини, са температуром воде од 19 и 38 °C, што је чинило место сасвим прикладним за царску летњу резиденцију“.
Планска истраживања Медијане први пут су започета у четвртој деценији (1932) 20. века, и у континуитету су спровођена до данашњих дана.
Никола Вулић (1872–1945), историчар, класични филолог и археолог, наставник на Београдском универзитету, међу значајним је истраживача Медијене. У току летњих месеци 1935. и 1936. године боравећи у Нишу надгледао је археолошке радове код Брзог Брода и у Нишкој Бањи. О тим истраживањима у својим списима Вулић наводи остатке римске виле недалеко од Брзог Брода из 4. века, у којој је пронашао остатке мозаика, хипокауста, купатила. Вулић се у опису виле позвао на Ф. Каница „који је копао на том месту и описао мозаике.“
Током ископавања у Брзом Броду скраја тридесетих година 20. века, откривена је одаја са савршено урађеним мозаиком. Препорука еминентних археолога, међу њима и Вулића, била је да се мозаик конзервира тако што ће се над њим подићи конструкција од тврдог материјала.
Вулић је том приликом изнео претпоставку да је одаја са мозаиком један део палате цара Константина, те би стога требало, након подизања конструкције над мозаиком, убрзано наставити ископавања. Заштитна зграда подигнута је пред сам рат 1939. године.
Настављена ископавања у 20. веку потврдила су Вулићеве претпоставке да се ради о репрезентативној грађевини, а најновија археолошка истраживања урађена током 2011. године довела су до нових открића на археолошком локалитету Медијана (приказано у табели).
Као једно од највећих античких налазиша у Србији, Медијана је 1949. године стављена под заштиту државе. У 1979, одлуком Скупштине Србије, Археолошки парк Медијана је проглашен за културно доборо од изузетног значаја.
У једној од западних просторија виле, током археолошких истраживања спроведених 1972. године, пронађен је групни налаз скулптура од мермера и порфира, које су на том месту биле склоњене након рушења виле. Скулптуре су мањих димензија и припадају групи јатричко-сотеролошког карактера (Асклепије, Хигија, Телесфор) и у примарној функцији припадале су једном или више објеката сакралног карактера. Претпоставља се да су чиниле део мањег светилишта који се налазио у сали за пријеме (аули), где су донете у време императора Јулијана 361. године. Верује се да је том светилишту припадала и бронзана ограда пронађена 2000. године, на око 100 м северозападно од виле.
Након ископавања у 2006. години јужно од улаза у вилу с перистилом откривена је грађевина, која треба даљим ископавањима да потврди хипотезу, да је она била у функцији царског уласка у Медијану. То би бацило знатно више светлости на дворски церемонијал у Римском царству у 4. веку.